# Gloire des Rosomanes
'Gloire des Rosomanes' est un cultivar de rosier obtenu par Vibert en 1825 ou en 1835
selon les sources,. 'Gloire des Rosomanes' a marqué l'histoire de la culture des roses, car il s'agit de l'un des premiers hybrides fertiles obtenu à partir du croisement entre une rose issue de Rosa gallica et un hybride de Rosa chinensis. Il est à l'origine, à l'intérieur du groupe des hybrides remontants qui connurent une vogue gigantesque pendant plus d'un siècle, du groupe des remontants rouges et a servi à transmettre sa belle couleur rouge à de multiples variétés anciennes. Le catalogue Prince (New York 1854) le classe dans les hybrides perpétuels.

## Description
Ce rosier au feuillage vert moyen présente des fleurs semi-doubles (9-16 pétales) d'un rouge éclatant et délicatement parfumées (parfum de roses galliques) à la bonne remontée grâce au fait qu'il descend de Rosa chinensis. Ses fleurs rouges sont assez grandes (7 cm de diamètre) et montrent un petit cœur blanc étirant des stries de même couleur vers l'extérieur. Elles s'ouvrent sur de grandes étamines dorées et ressemblent aux fleurs de Rosa chinensis semperflorens (rosier du Bengale).
Le buisson s'élève de 100 cm à 150 cm, 200 cm selon la douceur ou non du climat. Il supporte très bien la mi-ombre, et le soleil trop direct de l'été risque de brûler les fleurs. 'Gloire des Rosomanes' est très résistant au froid grâce à son ascendance gallique, mais aussi résistant à la chaleur grâce à Rosa chinensis. Il peut être conduit en petit grimpant en climat favorable.
On peut admirer 'Gloire des Rosomanes' à la roseraie du Val-de-Marne de L'Haÿ-les-Roses ou à l'Europa-Rosarium de Sangerhausen, en Allemagne. Il figure toujours dans les catalogues destinés aux amoureux des roses anciennes. 

## Descendance
Il a donné naissance à plusieurs variétés dont 'Général Jacqueminot' (Roussel 1853), par croisement avec 'Géant des Batailles' (Nérard 1846). Il a donné naissance aussi aux rosiers Bourbon 'Bardou Job' (1887, Nabonnand) et 'Gruss an Teplitz' (1897, Geschwind).